# Baviola
Genre
Baviola est un genre d'araignées aranéomorphes de la famille des Salticidae.

## Distribution
Les espèces de ce genre sont endémiques des Seychelles.

## Liste des espèces
Selon World Spider Catalog (version 18.0, 12/03/2017) :
- Baviola braueri Simon, 1898
- Baviola luteosignata Wanless, 1984
- Baviola vanmoli Wanless, 1984

## Publication originale
- Simon, 1898 : Études arachnologiques. 29e Mémoire. XLVI. Arachnides recueillis en 1895 par M. le Dr A. Brauer (de l'Université de Marburg) aux îles Séchelles. Annales de la Société Entomologique de France, vol. 66, p. 370-388 (texte intégral).